# Île Seguin
Île Seguin er en ø i Seinen, Frankrig, mellem øerne Boulogne-Billancourt og Sèvres, vest for Paris.
I det meste af det 20. århundrede husede den en Renault-fabrik, indtil produktionen ophørte i 1992, hvor den sidste Renault 5 Superfast blev produceret. Fabrikken blev revet ned i 2004-2005.
I april 2017 åbnede musikpavillonen og kunstcentret La Seine Musicale der.